# Знамённые ряды
Знамённые ряды — ряды нижних чинов в пехоте, которые при строевом расчёте были ближайшими к знамени.
Так назывались по уставам, до 1861 года, особые ряды в пехотном строю. Два с левого фланга 4-го взвода и два с правого фланга 5-го взвода, отделявшиеся от прочих флангов унтер-офицерами. Знамённые ряды назначались (предназначались) для защиты знамени от неприятеля во время сражений.
Уже конце XIX — начале XX века на страницах «Энциклопедического словаря Брокгауза и Ефрона» данный термин был обозначен как устаревший.